# Hagenbach
Hagenbach je občina v departmaju Haut-Rhin francoske regije Alzacija.
Leta 1990 je v občini živelo 595 oseb oz. 124 oseb/km².